# Clifton (Texas)
Clifton és una població dels Estats Units a l'estat de Texas. Segons el cens del 2000 tenia 3.542 habitants.

## Demografia
Segons el cens del 2000, Clifton tenia 3.542 habitants, 1.296 habitatges, i 864 famílies. La densitat de població era de 716 habitants per km².
Dels 1.296 habitatges en un 31,9% hi vivien nens de menys de 18 anys, en un 54,2% hi vivien parelles casades, en un 9,9% dones solteres, i en un 33,3% no eren unitats familiars. En el 31,3% dels habitatges hi vivien persones soles el 20,4% de les quals corresponia a persones de 65 anys o més que vivien soles. El nombre mitjà de persones vivint en cada habitatge era de 2,46 i el nombre mitjà de persones que vivien en cada família era de 3,09.
Per edats la població es repartia de la següent manera: un 25% tenia menys de 18 anys, un 6,6% entre 18 i 24, un 22,3% entre 25 i 44, un 18,9% de 45 a 60 i un 27,2% 65 anys o més.
L'edat mediana era de 42 anys. Per cada 100 dones de 18 o més anys hi havia 75,1 homes.
La renda mediana per habitatge era de 29.867 $ i la renda mediana per família de 41.548 $. Els homes tenien una renda mediana de 27.472 $ mentre que les dones 25.154 $. La renda per capita de la població era de 14.823 $. Aproximadament el 9,6% de les famílies i el 12,7% de la població estaven per davall del llindar de pobresa.

## Poblacions properes
El següent diagrama mostra les poblacions més properes.